# Dainville
Dainville je francouzská obec v departementu Pas-de-Calais v regionu Hauts-de-France. V roce 2014 zde žilo 5 768 obyvatel. Je součástí aglomerace města Arras.

## Poloha obce
Sousední obce jsou: Achicourt, Arras, Berneville, Duisans, Wailly a Warlus.

## Vývoj počtu obyvatel
Počet obyvatel